# Rajd Antibes 2010
Rajd Antibes 2010 (45. Rallye d’Antibes – Côte d’Azur) – 45 edycja rajdu samochodowego Rajd Antibes rozgrywanego we Francji. Rozgrywany był od 15 do 17 października 2010 roku. Była to dziesiąta runda Rajdowych Mistrzostw Europy w roku 2010. Składał się z 14 odcinków specjalnych.

## Klasyfikacja rajdu
| Miejsce | Miejsce | Kierowca          | Pilot                 | Samochód                 | Czas      | Strata   |
| Gen.    | ERC     | Kierowca          | Pilot                 | Samochód                 | Czas      | Strata   |
| ------- | ------- | ----------------- | --------------------- | ------------------------ | --------- | -------- |
| 1.      | 1.      | Luca Betti        | Guido D’Amore         | Peugeot 207 S2000        | 3:02:51.6 | 0.0      |
| 2.      | 2.      | Michał Sołowow    | Maciej Baran          | Ford Fiesta S2000        | 3:04:03.9 | +1:12.3  |
| 3.      |         | Robert Kubica     | Jakub Gerber          | Renault Clio S1600       | 3:05:26.9 | +2:35.3  |
| 4.      | 3.      | Antonín Tlusťák   | Jan Škaloud           | Škoda Fabia S2000        | 3:10:13.0 | +7:21.4  |
| 5.      | 4.      | Maciej Oleksowicz | Andrzej Obrębowski    | Ford Fiesta S2000        | 3:10:28.9 | +7:37.3  |
| 6.      |         | Franck Lions      | Benjamin Veillas      | Mitsubishi Lancer Evo IX | 3:10:41.2 | +7:49.6  |
| 7.      | 5.      | Szymon Ruta       | Sebastian Rozwadowski | Peugeot 207 S2000        | 3:10:57.9 | +8:06.3  |
| 8.      |         | Olivier Burri     | André Saucy           | Subaru Impreza STi       | 3:12:48.8 | +9:57.2  |
| 9.      | 6.      | Jurij Protasow    | Adrian Aftanaziv      | Mitsubishi Lancer Evo IX | 3:14:17.0 | +11:25.4 |
| 10.     |         | Cyril Audirac     | Marie Carnevale       | Peugeot 207              | 3:15:23.8 | +12:32.2 |